# Agathon (Töpfer)
Agathon (altgriechisch Ἀγάθων) war ein im 2. Viertel des 5. Jahrhunderts v. Chr. in Athen tätiger Töpfer und möglicherweise auch Vasenmaler. 
Von Agathon hat sich eine rotfigurig bemalte Pyxis mit einer Darstellung von Zeus und Hera erhalten, die sich heute in der Berliner Antikensammlung (Inv.-Nr. V.I. 3308) befindet. Während John D. Beazley den Maler noch als namentlich nicht bekannten Agathon-Maler führte, hält es die moderne Forschung für wahrscheinlich, dass Agathon die Berliner Pyxis selbst bemalte. Stilistisch steht die Malerei dem sogenannten Lewis-Maler nahe. Ausgehend vom Stil werden dem ausführenden Maler noch eine Reihe weiterer rotfigurige Arbeiten zugeschrieben.

## Zugeschriebene Werke (Malerei)
- Altenburg, Lindenau-Museum

Skyphos (213307)
- Athen, Archäologisches Nationalmuseum

Skyphos (Akr. 2.489)
- Austin, Blanton Museum of Art

Skyphos (T 336)
- Berlin, Antikensammlung

Pyxis (V.I. 3308 – von Agathon als Töpfer signiert)
- Bologna, Museo Civico Archeologico

Skyphos (494)
- Eleusis, Archäologisches Museum

Skyphos (578)
- London, British Museum

Skyphos (E 142)
- Oxford, Ashmolean Museum

Skyphos (1947.118)
- Verbleib unbekannt

Skyphos (1984 in deutschem Privatbesitz nachweisbar)
Skyphos (am 10./11. Dezember 1992 bei Sotheby’s in London versteigert – nicht mit dem vorgenannten Skyphos identisch)
Skyphos (zuletzt auf dem Pariser Kunstmarkt nachweisbar)